# Bird Rock
Bird Rock (Saatanas in lingua aleutina) è un piccolo isolotto che fa parte delle isole Rat, un gruppo delle Aleutine occidentali e appartiene all'Alaska (USA). Si trova vicino alla punta occidentale (Bird Cape) dell'isola di Amchitka.